# Ligne de Sarreguemines à Bliesbruck
La ligne de Sarreguemines à Bliesbruck est une ancienne ligne ferroviaire de la Moselle qui reliait la gare de Sarreguemines à la gare de Bliesbruck et à la frontière avec l'Allemagne (vers Hombourg).
Se prolongeant par la ligne de Deux-Ponts à Bliesbruck (de), elle constituait la ligne n°170 000 du réseau ferré national.
Dans l'ancienne nomenclature de la région Est de la SNCF, elle était numérotée « ligne 13.7 » et désignée en tant que « Ligne Sarreguemines - Bliesbruck ».

## Origines
Dès les années 1830-1840, des projets émanaient afin de relier Metz et Sarreguemines à la région du Palatinat, en passant par la vallée de la Blies afin d'éviter Sarrebruck et le territoire prussien.
À la fin des années 1860, la France et le Palatinat concèdent une ligne de chemin de fer internationale, partant de Sarreguemines et rejoignant Deux-Ponts et Hombourg en passant par Bliesbruck. La portion française est concédée à la Compagnie des chemins de fer de l'Est le 29 avril 1869 mais la guerre franco-prussienne de 1870 survient avant le début des travaux.

### Construction
Après que l'Alsace et la Lorraine soient passées sous contrôle allemand, la construction reprend, après que la concession de l'autre côté de la frontière ait finalement été renouvelée, à la Société des chemins de fer Louis du Palatinat (de). Une première section est prête dès 1877. Les travaux du côté lorrain sont les plus difficiles et cette section finale de la ligne est mise en service le 1er mars 1879.

### Utilisation
La section Sarreguemines - Bliesbruck redevient Française en 1919 et est exploitée par l'Administration des chemins de fer d'Alsace et de Lorraine.
Elle est fermée au service voyageurs :
- d'abord le 4 octobre 1952 entre Bliesbruck et Reinheim ;
- puis le 11 mai 1959 entre Sarreguemines et Bliesbruck.

Elle est ensuite fermée au service marchandises le 1er janvier 1980 à l'occasion de la fermeture des gares de Bliesbruck et de Folpersviller, le point frontière n'étant plus utilisé depuis plusieurs années. 

### Démantèlement
La ligne est ensuite neutralisée le 28 août 1980 et la voie déposée.
La plate-forme de la ligne a été aménagée en piste cyclable en 2006.
Malgré la dépose de la voie, la ligne n'est pas déclassée et, en 2015, apparaît toujours sur les cartes de SNCF Réseau.